# Dmitri Jerofejewitsch Osten-Sacken

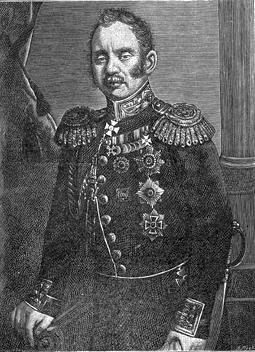
Dmitri Jerofejewitsch Osten-Sacken (1790–1881)

Dmitri Jerofejewitsch Graf von der Osten-Sacken (russisch Дмитрий Ерофеевич Остен-Сакен, wiss. Transliteration Dmitrij Erofeevič Osten-Sacken; * 1790 oder 1793; † 15. Märzjul. / 27. März 1881greg. im Gouvernement Cherson) war ein General der russischen Armee.

## Leben
Osten-Sacken nahm an den Kriegen gegen Frankreich 1807 bis 1812 teil, später am Feldzug gegen Persien (1826–1827) und dann am Russisch-Türkischen Krieg von 1828. Als 1831 der Aufstand in Polen losbrach, wurde Osten-Sacken zur Klärung der Lage entsandt. Er wurde 1835 zum Kommandeur des 3. Reserve-Kavalleriekorps und 1843 zum General der Kavallerie ernannt. Mit seiner Kavallerie rückte er im Sommer 1849 nach Ungarn ein, wo die Kämpfe aber schon geendet hatten. Das Kommando über das 4. Infanteriekorps, das er 1850 als Nachfolger von General Theodajew antrat, legte er bald wieder nieder, um 1853 das 3. Infanteriekorps zu übernehmen, an dessen Spitze er beim Ausbruch des Russisch-Türkischen Krieges im Dezember 1853 in die Donaufürstentümer einrückte. Im Krimkrieg nahm sein Korps von Mitte Januar 1854 zwischen Bukarest und Braila Aufstellung. Seine Truppen halfen bei der Belagerung der Festung Silistra und er war später während des Bombardements von Odessa Kommandant der Stadt. Dann nahm er an der Verteidigung von Sewastopol teil und war zeitweise Oberbefehlshaber. 1855 wurde er in den Grafenstand erhoben und im Jahr darauf zum Mitglied des Staatsrates ernannt.
Dmitri Jerofejewitsch Graf von der Osten-Sacken starb am 27. März 1881 im Gouvernement Cherson.